# Kruisbekvink
De kruisbekvink (Dysmorodrepanis munroi) is een uitgestorven zangvogel uit de familie Fringillidae (vinkachtigen).

## Verspreiding en leefgebied
Deze soort was endemisch op Lanai, een eiland van Hawaï. Het laatste exemplaar werd waargenomen in 1920.